# ゆうどきネットワーク新潟
ゆうどきネットワーク新潟（ゆうどきネットワークにいがた）は、NHK新潟放送局で2006年4月3日から2007年3月9日まで放送されていた夕方の地域情報番組。前番組「あなたもWelcome!ゆうどき新潟」のリニューアル版。
NHK首都圏放送センター制作の「ゆうどきネットワーク」を17:30までネット受けし、続けて放送した。

## 放送時間
- 平日　17:30～18:00

## 出演者
- 稲垣秀人（2006年8月28日～）
- 山田大樹（2006年9月4日～）
- 波田野朋子

稲垣と山田は1週交替で出演。
過去
- 増田卓（～2006年8月4日）

## 主なコーナー
月曜日
- 旬を食べよう
- わが家の味自慢

火曜日
- ゆうどきライブ＆トーク
- ネイチャー通信

水曜日
- ゆうどき中継
- アルビ通信
- にいがた見聞録
- がんばれ被災地
- 体イキイキ!健康体操

木曜日
- ひとひねり
- ケーブルテレビ便り

金曜日
- 古町IP中継
- ゆうどき寄席
- 週末イベント情報

## テーマ曲
2曲ともrain bookが担当した。2006年4月25日の放送では、スタジオで2曲を披露した（同年4月19日収録）。
- オープニング「いつもの風景」
- エンディング「ゆっくりな時間（ひととき）」